# Antonio Notario
Antonio Notario Caro (Mataró (España), 19 de noviembre de 1972), conocido como Notario, es un exfutbolista y entrenador español. Jugaba de portero y actualmente es peón de obra en Grupo O.V (dirigido por Miguel Ortega) en la zona de Marbella (Nueva Andalucía) 

## Trayectoria
Nace en su pueblo pero crece en su ciudad.
Se formó en las categorías inferiores del Granada CF y debutó con el primer equipo en Segunda B en la temporada 1990/91 en lo que sería el comienzo de sus andaduras por El Pozo. La temporada 1993/94 estuvo en el filial del Valencia CF de la misma categoría, llegando incluso a ser convocado con el primer equipo en algún partido. 
En 2009 participó en la ruleta de la suerte, no se llevó nada.
Su comida favorita es el sushi.
No obstante su etapa en Segunda B aún no había concluido. La siguiente campaña, correspondiente a 1994/95 vistió por vez primera vez la camiseta del Real Murcia que en aquel año se encontraba en  dicha categoría. Aún tendría que pasar por el Club Polideportivo Almería y el Guadix en los años venideros para acabar regresando al equipo de su tierra, el Granada CF, en el cual estaría sus últimas tres temporadas en la categoría.
En el verano de 2000, el Sevilla FC de Segunda división mostró interés en el portero y a sus 27 años fue partícipe del ascenso a Primera división del conjunto sevillano en su primera temporada en el club. Debutó en la máxima categoría nacional en la primera jornada en el partido ante el FC Barcelona. Con el  Sevilla alcanzaría sus mayores logros profesionales hasta la fecha, consiguiendo la Copa de la UEFA en el 2006.
Notario deja el Sevilla tras la temporada 2005/06 con la llegada de David Cobeño, junto con la excepcional temporada anterior que realizó Andrés Palop, lo que le complicaba mucho tener un puesto en el equipo. El club le dio la carta de libertad y el catalán aceptó un contrato con el Murcia por tres temporadas, tras estar un total de seis años en el conjunto de Nervión. Tras 2 temporadas en el Real Murcia, firma un contrato con el Celta de Vigo en la temporada 2008/09.
En esta temporada Notario vive un momento dulce en el Celta, y es uno de los jugadores claves para consecución de la permanencia del club celeste. Sin embargo, sus varios actos de indisciplina, como el haberse saltado la concentración del equipo en un hotel para salir de fiesta junto con otros dos jugadores celestes, Rubén y Ghilas;  y sus continuas discrepancias con el entrenador, Eusebio Sacristán le llevan a la suplencia durante los últimos diez partidos de la competición, dejando su puesto de titular a Ismael Falcón. 
El 30 de julio de 2009 denuncia al Real Club Celta de Vigo por impago de 140.000 euros, por lo que se le declara transferible y se le aparta del equipo, sin hacer la pretemporada en la ciudad portuguesa de Melgaço con el resto de sus compañeros. Siete días después, el Celta comunica la rescisión del contrato del meta catalán.
La temporada siguiente ficha por el Albacete, siendo entrenador del mismo Pepe Murcia, con quien ya compartió banquillo en el club celtiña. En el partido que enfrentaba al Albacete contra su anterior equipo del Celta de Vigo, Notario protagoniza otro incidente al formar parte de un intercambio de agresiones en el túnel de vestuarios, el cual se saldó con la posterior sanción de cuatro partidos para el meta catalán, y cinco para el defensa celeste David Catalá. En 2010 cumplió el año de contrato que le vinculaba al Albacete y a sus 38 años, se retiró del fútbol profesional.
En 2013 fue entrenador de los porteros durante el X Campamento de Adolfo Aldana en Marbella Football Center.

## Clubes

### Como jugador
| Año       | Club                       | División  | País   | Partidos | Goles Enc. |
| --------- | -------------------------- | --------- | ------ | -------- | ---------- |
| 1990-1991 | Granada CF                 | Segunda B | España |          |            |
| 1991-1992 | Granada CF                 | Segunda B | España |          |            |
| 1992-1993 | Granada CF                 | Segunda B | España |          |            |
| 1993-1994 | Valencia Mestalla          | Segunda B | España | 17       |            |
| 1993-1994 | Valencia CF                | Primera   | España | 2        |            |
| 1994-1995 | Real Murcia                | Segunda B | España | 18       |            |
| 1995-1996 | Club Polideportivo Almería | Segunda B | España | 2        |            |
| 1996-1997 | Guadix                     | Segunda B | España | 37       |            |
| 1997-1998 | Granada CF                 | Segunda B | España | 35       |            |
| 1998-1999 | Granada CF                 | Segunda B | España | 35       |            |
| 1999-2000 | Granada CF                 | Segunda B | España | 37       | 27         |
| 2000-2001 | Sevilla                    | Segunda   | España | 29       | 24         |
| 2001-2002 | Sevilla                    | Primera   | España | 37       | 40         |
| 2002-2003 | Sevilla                    | Primera   | España | 37       | 36         |
| 2003-2004 | Sevilla                    | Primera   | España | 9        | 11         |
| 2004-2005 | Sevilla                    | Primera   | España | 10       | 6          |
| 2005-2006 | Sevilla                    | Primera   | España | 2        | 2          |
| 2006-2007 | Real Murcia                | Segunda   | España | 36       | 31         |
| 2007-2008 | Real Murcia                | Primera   | España | 26       | 41         |
| 2008-2009 | Celta de Vigo              | Segunda   | España | 30       | 36         |
| 2009-2010 | Albacete Balompié          | Segunda   | España | 13       | 23         |

### Como entrenador
| Club                                         | División                   | País      | Año       |
| -------------------------------------------- | -------------------------- | --------- | --------- |
| Unión Estepona CF (entrenador de porteros)   | Segunda B                  | España    | 2010-2011 |
| U.D. Tesorillo (entrenador de porteros)      | Primera Andaluza           | España    | 2013-2014 |
| Gibraltar United FC (entrenador de porteros) | Liga Nacional de Gibraltar | Gibraltar | 2018-2019 |

## Anécdotas
Su padre también fue portero y jugó en el CD Sierra de Yeguas, CE Mataró y CD Tenerife entre otros.